# Skleroprotopus coreanus
Skleroprotopus coreanus är en mångfotingart som först beskrevs av Pocock 1895.  Skleroprotopus coreanus ingår i släktet Skleroprotopus och familjen Mongoliulidae. Inga underarter finns listade i Catalogue of Life.